# بيفيرلي غلوفر
بيفيرلي غلوفر (بالإنجليزية: Beverley Glover)‏ هي عالمة نبات بريطانية، ولدت في 7 مارس 1972.